# 輝咲玲央
輝咲 玲央（きざき れお、9月28日 - ）は、宝塚歌劇団星組に所属する男役。星組副組長。
福井県福井市、仁愛女子高等学校出身。身長173cm。愛称は「レオ」「サム」「エミリ」。

## 来歴
2004年、宝塚音楽学校へ入学。
同期生には、蘭乃はな、真風涼帆、彩凪翔、鳳月杏などがいる。
2006年3月、宝塚音楽学校を卒業し、第92期生として宝塚歌劇団に入団。同月の宙組宝塚大劇場公演『NEVER SAY GOODBYE』で初舞台。宝塚入団時の成績は48人中39位。同年5月10日、星組に配属。
以降は星組の中で経験を重ね、モンゴル帝国の皇帝チンギス・ハンや戦国武将の柴田勝家、コロレド大司教やエチオピア王アモナスロなどの重鎮な役を演じたほか、2021年の「ロミオとジュリエット」では領主のヴェローナ大公とジュリエットの乳母の従者ピーターという性格の異なる2役を役替わりで演じるなど、幅広い役柄で活躍している。
舞台以外でも、2017年7月から2019年6月まで『TAKARAZUKA SKY STAGE』第7期スカイ・レポーターズを務めたほか、出身地である福井の「ふくいブランド大使」にも任命されている。
2025年8月11日付で星組副組長に就任。

## 主な舞台

### 初舞台
- 2006年3 - 5月、宙組『NEVER SAY GOODBYE』（宝塚大劇場のみ）

### 星組時代
- 2006年8 - 11月、『愛するには短すぎる／ネオ・ダンディズム!』
- 2007年3 - 7月、『さくら／シークレット・ハンター』
- 2007年11 - 2008年2月、『エル・アルコン－鷹－／レビュー・オルキス』 - 新人公演：ヨーク（本役：茉莉邑薫）
- 2008年6 - 10月、『THE SCARLET PIMPERNEL（スカーレット ピンパーネル）』
- 2009年2 - 4月、『My dear New Orleans／ア ビヤント』
- 2009年6 - 9月、『太王四神記 Ver.Ⅱ －新たなる王の旅立ち－』 - 新人公演：カンノ部族長（本役：碧海りま）
- 2009年10 - 11月、『コインブラ物語』（ドラマシティ・日本青年館）
- 2010年1 - 3月、『ハプスブルクの宝剣／BOLERO』 - 新人公演：皇帝カール6世（本役：にしき愛）
- 2010年5月、『リラの壁の囚人たち』（宝塚バウホール・日本青年館） - シャルル
- 2010年8月、『摩天楼狂詩曲（ニューヨークラプソディー）』（宝塚バウホール） - チャールズ
- 2010年10 - 12月、『宝塚花の踊り絵巻／愛と青春の旅だち』
- 2011年2月、『愛するには短すぎる／ル・ポァゾン 愛の媚薬II』（中日劇場）
- 2011年4 - 7月、『ノバ・ボサ・ノバ／めぐり会いは再び』
- 2011年8 - 9月、『ノバ・ボサ・ノバ／めぐり会いは再び』（博多座・中日劇場）
- 2011年11 - 2012年2月、『オーシャンズ11』 - 新人公演：テーラー（本役：大輝真琴）
- 2012年3 - 4月、柚希礼音スペシャルライブ『REON!!』（シアタードラマシティ・日本青年館）
- 2012年5 - 8月、『ダンサ・セレナータ／Celebrity』 - 新人公演：ジョアン（本役：十碧れいや）
- 2012年9月、『ジャン・ルイ・ファージョン -王妃の調香師-』（宝塚バウホール・日本青年館） - プロヴァンス伯爵
- 2012年11 - 2013年2月、『宝塚ジャポニズム〜序破急〜／めぐり会いは再び2nd〜Star Bride〜／Étoile de TAKARAZUKA』 - 新人公演：オルゴン伯爵（本役：英真なおき）／新人公演：ブランオム（第7場）（本役：美稀千種）
- 2013年3 - 4月、『南太平洋』（シアタードラマシティ・日本青年館） - ケネス・ジョンソン
- 2013年5 - 8月、『ロミオとジュリエット』 - ジョン
- 2013年10月、『日のあたる方へ -私という名の他者-』（シアタードラマシティ・日本青年館） - ファビオ
- 2014年1 - 3月、『眠らない男・ナポレオン -愛と栄光の涯に-』 - ロベスピエール、ミッシェル（2役）
- 2014年5 - 6月、『太陽王～ル・ロワ・ソレイユ～』（東急シアターオーブ）
- 2014年7 - 10月、『The Lost Glory -美しき幻影-／パッショネイト宝塚!』 - リチャード・キャンベル
- 2014年11 - 12月、『風と共に去りぬ』（全国ツアー） - ピーター
- 2015年2 - 5月、『黒豹の如く／Dear DIAMOND!! - 101カラットの永遠の輝き -』 - ゴメス
- 2015年6 - 7月、『キャッチ・ミー・イフ・ユー・キャン』（シアタードラマシティ・赤坂ACTシアター） - ジャック・バーンズ
- 2015年8 - 11月、『ガイズ＆ドールズ - GUYS & DOLLS -』 - マイケル
- 2016年1月、『鈴蘭（ル・ミュゲ） - 思い出の淵から見えるものは -』（宝塚バウホール） - アルノー公/リオネル（2役）
- 2016年3 - 6月、『こうもり…こうもり博士の愉快な復讐劇…／THE ENTERTAINER！』
- 2016年7月、『One Voice』（宝塚バウホール）
- 2016年8 - 11月、『桜華に舞え -SAMURAI The FINAL-／ロマンス!!（Romance）』 - ウィリアム・ウィリス
- 2017年1月、『燃ゆる風 －軍師・竹中半兵衛－』（宝塚バウホール） - 柴田勝家[3]
- 2017年3 - 6月、『THE SCARLET PIMPERNEL』 - ジェサップ
- 2017年7 - 8月、『阿弖流為－ATERUI－』（シアタードラマシティ・日本青年館） - 紀広純
- 2017年9 - 12月、『ベルリン、わが愛／Bouquet de TAKARAZUKA』 - ロベルト・エバール
- 2018年2月、『ドクトル・ジバゴ』（シアタードラマシティ・TBS赤坂ACTシアター） - アレクサンドル
- 2018年4 - 7月『ANOTHER WORLD／Killer Rouge』 - 源頼光
- 2018年8 - 11月、『Thunderbolt Fantasy 東離劍遊紀／Killer Rouge／星秀☆煌紅』（梅田芸術劇場・日本青年館・台北国家戯劇院・高雄至徳堂） - 狩雲霄[9]
- 2019年1 - 3月、『霧深きエルベのほとり／ESTRELLAS～エストレージャス, 星たち～』 - ロンバルト
- 2019年5月、『鎌足-夢のまほろば、大和し美(うるわ)し-』(シアタードラマシティ・日本青年館) - 蘇我蝦夷[10]
- 2019年7 - 10月、『GOD OF STARS-食聖-／Éclair Brillant』 - レオ
- 2019年11 - 12月、『ロックオペラ モーツァルト』（梅田芸術劇場・東京建物 Brillia HALL） - コロレド大司教
- 2020年2 - 3月、『眩耀の谷〜舞い降りた新星〜／Ray-星の光線-』（宝塚大劇場） - 丞相／父役
- 2020年7 - 9月、『眩耀の谷〜舞い降りた新星〜／Ray-星の光線-』（東京宝塚劇場） - 丞相／父役
- 2020年11月、『エル・アルコン-鷹-／Ray-星の光線-』（梅田芸術劇場） - グレゴリー／サンタクルズ
- 2021年2 - 5月、『ロミオとジュリエット』 - ヴェローナ大公役／ピーター[注釈 1][5]
- 2021年7月、『マノン』（宝塚バウホール・KAAT神奈川芸術劇場） - フェルナン
- 2021年9 - 12月、『柳生忍法帖／モアー・ダンディズム!』 - 加藤明成
- 2022年2月、『王家に捧ぐ歌』（御園座） - アモナスロ[4]
- 2022年4 - 7月、『めぐり会いは再び next generation-真夜中の依頼人（ミッドナイト・ガールフレンド）-／Gran Cantante!!』 - ローウェル公爵[11]
- 2022年9月、『モンテ・クリスト伯／Gran Cantante!!』（全国ツアー） - ダングラール
- 2022年11 - 2023年2月、『ディミトリ〜曙光に散る、紫の花〜／JAGUAR BEAT-ジャガービート-』 - チンギス・ハン
- 2023年3 - 4月、『バレンシアの熱い花／パッション・ダムール・アゲイン!』（全国ツアー） - バルカ
- 2023年6 - 8月、『1789-バスティーユの恋人たち-』 - ジャック・ネッケル
- 2023年10 - 11月、『ME AND MY GIRL』（博多座） - チャールズ・ヘザーセット[12]
- 2024年1 - 4月、『RRR×TAKA"R"AZUKA〜√Bheem〜（アールアールアール バイ タカラヅカ〜ルートビーム〜）／VIOLETOPIA（ヴィオレトピア）』 - スコット
- 2024年6月、『夜明けの光芒』（シアタードラマシティ・東京建物 Brillia HALL） - エイベル・マグウィッチ
- 2024年8 - 12月、『記憶にございません!／Tiara Azul-Destino-』 - 南条実
- 2025年1月 『にぎたつの海に月出づ』（宝塚バウホール） - 蘇我蝦夷
- 2025年4 - 8月、『阿修羅城の瞳／エスペラント！』 - 俵蔵
- 2025年9 - 10月、『ダンサ セレナータ／Tiara Azul －Destino－ II』（全国ツアー） - クラウディオ
- 2026年1 - 4月、『恋する天動説／DYNAMIC NOVA』

## 出演イベント
- 2009年11月、第50回記念『宝塚舞踊会』（宝塚大劇場）
- 2019年8月、紅ゆずるディナーショー『Berry Berry BENNY!!』（ホテル阪急インターナショナル・パレスホテル東京）[13]